# Nicholas Slight
Nicholas John Slight (* 31. Juli 2001 in Storm Lake) ist ein US-amerikanischer Volleyballspieler.

## Karriere
Slight begann seine Karriere an der Torey Pines High School. Von 2021 bis 2024 studierte er an der Grand Canyon University und spielte in der Universitätsmannschaft. Nach seinem Studium wechselte er 2024 zum deutschen Bundesligisten Helios Grizzlys Giesen.